# Nelson Akwenye
Nelson Ndelimono Napeje „Dicky“ Akwenye (* 2. März 1982 in Südwestafrika) ist ein ehemaliger namibischer Fußballspieler. Er spielte im Mittelfeld und Sturm.
Seit Anfang 2020 sieht sich Akwenye, gemeinsam mit seinem Bruder Tobias (Thobias), einer Anschuldigungen des Staates wegen Betruges in Millionenhöhe ausgesetzt.

## Karriere
Akwenye war von 2001 bis 2008 namibischer Nationalspieler.
Er spielte in seiner Jugend sowie den Großteil seiner Profizeit bei den Tigers. Für zwei Saisons (2007–2009) stand der bei den Ramblers unter Vertrag. 2004 spielte Akwenya für den Belvert FC ([sic!]; vermutlich ist die SSVg Velbert gemeint) in der Oberliga vor, wurde aber aus formalen Gründen nicht unter Vertrag genommen.
2011 wollte Akwenye die Tigers als Clubeigentümer übernehmen. Seit November 2022 ist er Vorsitzender des Vereins.

## Familie
Akwenye stammt aus einer Sportlerfamilie. Sein Vater Ferdinand (1942–2006) war Profifußballer, sein Großvater Tobias Gründer des Blue Waters FC in Walvis Bay. Sein Bruder Tobias war Leichtathlet, der andere Bruder Harold ebenfalls Fußballer.
2014 heiratete Akwenye die NBC-Fernsehansagerin Ilke „Cutie“ Platt, mit der er zwei Kinder hat. Drei Jahre später trennte sie sich und bezichtige Akwenye der häuslichen Gewalt. Es kam zu öffentlichen und gerichtlichen Auseinandersetzungen, in denen es um Millionenbeträge und einer finanziellen Pleite Akwenyes ging.